# NGC 3774
NGC 3774 је спирална галаксија у сазвежђу Пехар која се налази на NGC листи објеката дубоког неба.
Деклинација објекта је - 8° 58' 35" а ректасцензија 11h 38m 30,3s. Привидна величина (магнитуда) објекта NGC 3774 износи 13,8 а фотографска магнитуда 14,6. NGC 3774 је још познат и под ознакама MCG -1-30-16, PGC 36058.